# Шанко-Мару
Шанко-Мару (Shunko Maru) — транспортне судно, яке під час Другої світової війни взяло участь у операціях японських збройних сил у архіпелазі Бісмарка.
Шанко-Мару спорудили в 1936 році на верфі Kawasaki Zosensho в Кобе на замовлення компанії Yamamoto Shoji із Осаки. У 1940-му судно продали компанії Yamato Kaiun, а в червні наступного року внаслідок злиття власником стала Datong Shipping.
17 листопада 1941 Шанко-Мару реквізували для потреб Імперської армії Японії.
27 грудня 1943-го Шанко-Мару у складі конвою O-708 вирушило із японського порта Саєкі на Палау (важливий транспортний хаб на заході Каролінських островів), звідки, зокрема, традиційно ходили конової до Рабаулу — головної передової бази у архіпелазі Бісмарка, з якої провадились операції на Соломонових островах та сході Нової Гвінеї. Втім, цього разу Шанко-Мару спершу 9—12 січня 1944-го перейшло з конвоєм O-904 на схід Каролінських островів до атола Трук, де була потужна база ВМФ, а 13 січня рушило до Рабаулу у складі конвою O-905.
16 січня 1944-го за два десятки на захід від острова Новий Ганновер конвой атакували літаючі човни PBY «Каталіна», які потопили три з чотирьох суден, і серед них Шанко-Мару. Загинуло 20 членів екіпажу та 30 пасажирів.